# Karl-Heinz Lehmann (judoka)
Karl-Heinz Lehmann (ur. 2 stycznia 1957 w Reichenbergu) – wschodnioniemiecki judoka. Brązowy medalista olimpijski z Moskwy 1980. Walczył w wadze lekkiej.
Brązowy medalista mistrzostw świata w 1981; uczestnik zawodów w 1979 i 1983. Zdobył cztery medale na mistrzostwach Europy w latach 1980–1983. Trzeci na akademickich MŚ w 1977 roku.

## Letnie Igrzyska Olimpijskie 1980
| Konkurencja | Rundy eliminacyjne | Rundy eliminacyjne    | Rundy eliminacyjne      | Finały             | Finały                 | Klas. końcowa |
| Konkurencja | 1/32               | 1/16                  | 1/4                     | Półfinał           | O 3 miejsce            | Miejsce       |
| ----------- | ------------------ | --------------------- | ----------------------- | ------------------ | ---------------------- | ------------- |
| 71 kg       | Johann Leo (AUT) Z | Seppo Myllylä (FIN) Z | Niokhor Diongue (SEN) Z | Neil Adams (GBR) p | Edward Alkśnin (POL) Z | 3.            |